# Слотс, Маргарета
Маргарета Слотс или Маргарета Кабилаяу (швед. Margareta Slots, Margareta Cabiljau; ум. 1669) ― фаворитка короля Густава II Адольфа и мать его внебрачного сына Густава Васаборга.
Маргарета Слотс была дочерью голландского купца Авраама Кабилаяу и Марии Ван Леест. Слотс и Густав Адольф встретились во время Ингерманландской войны, в 1615 году при осаде Пскова. В то время она была замужем за голландским военным инженером Андриесом Сессандесом, который в октябре 1615 года пал в боях под Псковом.
В 1616 году у них родился сын Густав Густавсон; Густав признал его и предоставил Маргарете пособие. Затем она вышла замуж за владельца бумагодела Арендта Слотса, который умер несколько лет спустя. Затем вышла замуж за и фейерверкера Якоба Трелло. Ей было даровано поместье в Уппланде, где она жила со своими мужьями, часто прося милостей у короля.
В 1625 году она была вовлечена в неприятный для неё инцидент. Судебный пристав Якоб Галле угрожал ей конфискацией имущества за то, что она запретила своим жильцам принимать участие в королевских строительных работах. В ответ она посетила Галле, спросила, слышал ли он о привилегиях, дарованных ей монархом, и ударила его своей палкой, после чего Галле был избит её слугами. Тот скончался от нанесённых травм, и её обвинили в убийстве, но ни о каких юридических действиях против неё нигде не упоминается.
Как сообщается, она встретила Густава только один раз, в 1630 году, после того, как их отношения уже прекратились.